# STS-126
Индевор STS-126 (от англ. Space Transportation System — космическая транспортная система) — многоразовый транспортный космический корабль (МТКК) «Индевор», космической программы «Спейс Шаттл», на котором осуществлён сорок четвёртый пилотируемый полёт к Международной космической станции.

## Экипаж
Экипаж старта
- (НАСА) Кристофер Фергюсон (2-й космический полёт) — командир экипажа
- (НАСА) Эрик Боу (1) — пилот
- (НАСА) Стивен Боуэн (1) — специалист полёта
- (НАСА) Хайдемари Стефанишин-Пайпер (2) — специалист полёта
- (НАСА) Доналд Петтит (2) — специалист полёта
- (НАСА) Роберт Кимбро (1) — специалист полёта

Члены экипажа МКС-18 (старт)
- (НАСА) Сандра Магнус (2) — бортинженер

Члены экипажа МКС-18 (посадка)
- (НАСА) Грег Шамитофф (1) — бортинженер

Изменения в составе:
- Первоначально в состав экипажа входила Джоан Хиггинботам[англ.] (специалист полёта STS-116). Но из-за решения Хиггинботам оставить космическое агентство и перейти в частную компанию НАСА объявило о её замене на Доналда Петтита[1].
- Стивена Боуэна первоначально заявили в состав экипажа STS-124, однако в связи с изменениями планов ротации экипажей МКС, он был перемещён в экипаж STS-126[2].

## Цель экспедиции
Цель полёта шаттла «Индевор» STS-126 — доставка на Международную космическую станцию оборудования и материалов для обеспечения работы шести астронавтов на борту МКС. Все материалы и оборудование были упакованы в многоцелевом модуле снабжения «Леонардо», который находился в грузовом отсеке шаттла. Среди грузов, находившихся в модуле «Леонардо», были две кабины и второй туалет для членов экипажа МКС, вторая бегущая дорожка, оборудование для регенерации воды, подогреватель для пищи, морозильная камера для экспериментальных материалов. Общий вес полезных грузов, доставленных на станцию в модуле «Леонардо» составил 6,35 тонны (14 000 фунтов). Общий вес модуля «Леонардо» с полезным грузом составил около 12,5 тонн (27 585 фунтов), этот груз был самым тяжелым из всех грузов, когда-либо доставляемых шаттлами на орбиту.
Запланированная продолжительность полёта составляла шестнадцать суток. Также было запланировано четыре выхода в открытый космос.
Другие цели полёта:
- ремонт механизма вращения солнечных батарей станции на правой ветви ферменной конструкции;
- смена на борту МКС бортинженера-2;
- проведение на внешней поверхности американского сегмента работ по обслуживанию и дооснащению МКС;
- возвращение оборудования и доставка на Землю результатов экспериментов, проводимых на МКС.

## Подготовка к полёту

### 2007 год
1 октября. Назван экипаж миссии «Индевор» STS-126. Шаттл «Индевор» готовится к запланированноиу полёту STS-126, а также и к возможной миссии (STS-326) спасения для экипажа шаттла «Дискавери» STS-124. Командиром экипажа назначен Кристофер Фергюсон, пилотом — Эрик Боу, специалистами полёта назначены: Стивен Боуэн, Джоан Хиггинботам, Роберт Кимбро, Хайдемари Стефанишин-Пайпер и бортинженер восемнадцатой долговременной экспедиции МКС Сандра Магнус. Сандра Магнус останется на МКС, а вместо неё на землю вернётся Грегори Шамитофф, который находился на станции в составе долговременной экспедиции с июня 2008 года. В экипаже три новичка космических полётов: Боу, Боуэн и Кимбро.
21 ноября. НАСА объявляет, что в экипаже «Индевора» произведена замена. Вместо покинувшей НАСА Джоан Хиггинботам, в состав экипажа включён Доналд Петтит. Для Петтита это будет второй космический полёт. Первый раз в космосе он был с ноября 2002 года по март 2003 года в составе шестой долговременной экспедиции МКС. В ноябре 2007 года старт «Индевора» планировался на 18 сентября 2008 года.

### 2008 год
14 февраля. Из-за задержек старта шаттла «Атлантис» STS-122, НАСА вынуждено перенести запуски шаттлов, запланированных на 2008 год. В том числе перенесён старт «Индевора» STS-126 с 18 сентября на 16 октября 2008 года.
22 мая. Из-за задержек старта шаттла «Атлантис» STS-125, старт «Индевора» STS-126 перенесён с 16 октября на 10 ноября 2008 года.
5 сентября. Старт «Индевора» переносится на 12 ноября 2008 года. Время старта — 20 часов 43 минуты по североамериканскому восточному времени (1 час 43 минуты 13 ноября по Гринвичу). Дата и время возвращения на землю — 19 часов 45 минут по Гринвичу 27 ноября 2008 года.
11 сентября. «Индевор» перевезён из ангара в здание вертикальной сборки. Перевозка началась в 10 часов 55 минут по Гринвичу (6 часов 55 минут местного времени) и закончилась в 12 часов. В здании вертикальной сборки «Индевор» будет соединён с внешним топливным баком и двумя твердотопливными ускорителями.
Перевозка на стартовую площадку 39В назначена на 18 сентября. «Индевор» будет оставаться на площадке 39В в качестве корабля спасения для экипажа шаттла «Атлантис» STS-125, запуск которого со стартовой площадки 39А запланирован на 10 октября. Миссия STS-125 — это миссия по обслуживанию телескопа Хаббл. В случае повреждения «Атлантиса» астронавты не смогут дождаться помощи на МКС. Поэтому шаттл «Индевор» готовится к непредвиденному старту одновременно с «Атлантисом». На случай, если бы после старта «Атлантиса» было бы обнаружено повреждение, препятствующее безопасному приземлению, была разработана программа спасения. Согласно этой программе, астронавты «Атлантиса» должны были прекратить всякую активную деятельность, отключить все нежизненно необходимые приборы и оборудование и экономно расходовать ресурсы жизнеобеспечения. В таком режиме они могли бы оставаться на орбите до 25 суток, дожидаясь прибытия «Индевора». Через 23 часа после старта «Индевор» приблизился бы к «Атлантису». Два шаттла должны были бы сцепиться своими манипуляторами. В последующие двое суток, астронавты «Атлантиса» через открытый космос в три приёма должны были перейти в «Индевор». После возвращения «Атлантиса» на землю «Индевор» будет перевезён на стартовую площадку 39А, где он будет готовиться к запланированному полёту STS-126.
17 сентября. Вечером над космодромом на мысе Канаверал разразился дождь с грозой, поэтому перевозка «Индевора» из здания вертикальной сборки на стартовую площадку, которая должна была состояться в ночь с 17 на 18 сентября задержана на сутки.
В ночь с 18 на 19 сентября шаттл «Индевор» был перевезён из здания вертикальной сборки на стартовую площадку 39В. Перевозка началась 19 сентября в 3 часа 15 минут по Гринвичу (23 часа 15 минут 18 сентября местного времени) и закончилась в 10 часов 59 минут. Впервые с июля 2001 года два шаттла одновременно находятся на стартовых площадках: «Атлантис» на площадке 39А, «Индевор» — 39В.
24 сентября. Из-за потери времени при подготовке к старту, вызванной ураганом Айк, НАСА принимает решение о переносе старта «Индевора» с 12 на 16 ноября. Перенесён также старт «Атлантиса» STS-125 с 10 на 14 октября. Согласно новому плану полёта старт «Индевора» должен состояться 16 ноября в 23 часа 7 минут по Гринвичу, стыковка с МКС — 18 ноября в 20 часов 40 минут, расстыковка — 29 ноября в 14 часов, приземление — 1 декабря.
27 сентября. Выходит из строя один из каналов передачи данных телескопа Хаббл. Чтобы разобраться в причинах неисправности, проработать методы ремонта, а также подготовить астронавтов к выполнению ремонтных работ, необходимо время. Поэтому НАСА принимает решение о переносе миссии по ремонту телескопа «Атлантис» STS-125, по крайней мере, до февраля 2009 года. Шаттл «Индевор» освобождается от возможной миссии спасения, которая переходит к «Дискавери» STS-119. Старт «Индевора» сдвигается на более раннюю дату, с 16 на 14 ноября декабря.
3 октября. НАСА объявляет, что старт «Индевора» должен состояться 15 ноября в 00 часов 55 минут по Гринвичу (14 ноября в 19 часов 55 минут по времени космодрома). Согласно новому плану полёта стыковка с МКС должна состояться 16 ноября в 22 часа 10, расстыковка — 27 ноября в 15 часов 49 минут, приземление — 29 ноября в 19 часов 18 минут.
20 октября. Шаттл «Атлантис» возвращён со стартовой площадки 39А в здание вертикальной сборки. Старт «Атлантиса» перенесён на 2009 год из-за выхода из строя основного канала системы передачи данных телескопа «Хаббл». Перевозка «Индевора» на старт 39А назначена на 23 октября.
23 октября. Шаттл «Индевор» был перевезён со стартовой площадки 39В на стартовую площадку 39А. Перевозка началась 12 часов 28 минут по Гринвичу (8 часов 28 минут летнего времени восточного побережья США). Перевозка продолжалась 8 часов 9 минут. В 20 часов 37 минут «Индевор» установлен на стартовой площадке 39А.
29 октября. Экипаж шаттла «Индевор» проводит полномасштабную тренировку обратного предстартового отсчёта с надеванием скафандров и размещением в кабине корабля.
30 октября. НАСА официально объявляет, что старт «Индевора» состоится 15 ноября в 0 часов 55 минут по Гринвичу (14 ноября в 19 часов 55 минут по времени космодрома).
11 ноября. Экипаж шаттла «Индевор» прибывает на космодром мыса Канаверал для непосредственной подготовке к старту. Астронавты доставлены на самолётах Т-38. 12 ноября в 3 часа по Гринвичу начинается предстартовый обратный отсчёт. В соответствии с метеопрогнозом на вечер пятницы, 14 ноября, вероятность благоприятной для старта погоды в районе космодрома составляет 60 %. Прогноз параметров погоды: облачность на высоте от 900 м (3000 футов) до 2400 м (8000 футов), видимость 11,3 км (7 миль), температура 21 °C (70 °F), скорость ветра 6,2 м/с (12 узлов), порывы до 8,7 м/с (17 узлов). Прогноз на 15 ноября ещё более неблагоприятный.
12 ноября. Вероятность благоприятной для старта погоды в районе космодрома повысилась и составила 70 %.

## Описание полёта

### Старт и первый день полёта
00:55 15 ноября — 07:55 15 ноября

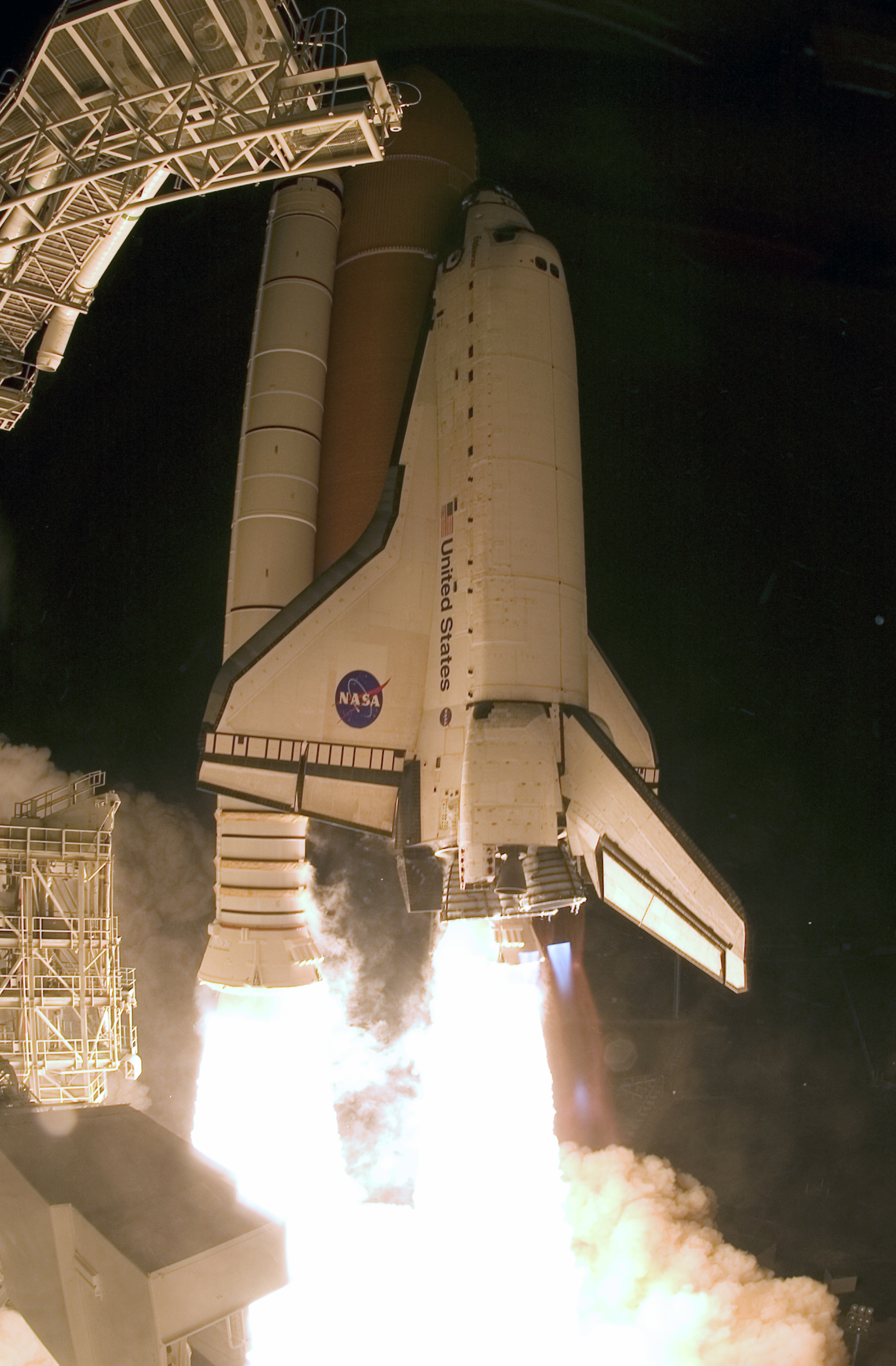
Старт «Индевора»

В день старта в 14:00 прогноз погоды остаётся благоприятным для запуска «Индевора» в запланированное время. В 15:30 принято решение о заправке внешнего топливного бака. В 16:10 начинается закачка жидких кислорода и водорода во внешний топливный бак. Процедура заправки продолжается около трёх часов, в течение которых из круглых резервуаров, расположенных вокруг стартовой площадки, во внешний топливный бак перекачивают 650 000 литров (143 000 галлонов) жидкого кислорода и 1 742 000 литров (383 000 галлонов) жидкого водорода. Температура жидкого кислорода — −148 °C (−298 °F), жидкого водорода — −217 °C (−423 °F).
В 21:00 астронавты «Индевора», одетые в скафандры, размещаются в специальном автобусе, который доставляет их к стартовой площадке. На лифте астронавты поднимаются к кабине шаттла на высоту 59 м (195 футов). В 21:30 астронавты начинают размещаться в шаттле. Первым в кабину «Индевора» входит командир Кристофер Фергюсон, за ним следуют Сандра Магнус, Эрик Боу, Хайдемари Стефанишин-Пайпер, Роберт Кимбро, Доналд Петтит и Стивен Боуэн. В 22:55 люк «Индевора», через который входили астронавты, закрыт. Получено подтверждение о благоприятной погоде в районах возможной аварийной посадки на военно-воздушной базе Истр во Франции, а также в Сарагосе и Мороне (Испания).
В центре управления на связи с экипажем находится кэпком Алан Пойндекстер.
15 ноября в 00:55:39 по Гринвичу (14 ноября в 19:55 по времени космодрома) «Индевор» стартует. В это время МКС пролетает на высоте 341 км (212 миль) Тихим океаном, юго-восточнее Новой Зеландии.
Через 60 секунд после старта скорость «Индевора» достигает 1609 км/ч (1000 миль в час). Через 2 минуты 15 секунд после старта отстрелены отработавшие твердотопливные ускорители. Через 3 минуты после старта «Индевор» находится на высоте 70 км (44 мили), на расстоянии 80 км (73 мили) от стартовой площадки и удаляется со скоростью 6400 км/ч (4000 миль в час). Через 4 минуты после старта «Индевор» проходит точку невозврата для случая аварийной посадки на мысе Канаверал. Через 5 минут 10 секунд после старта «Индевор» находится на высоте 106 км (66 миль), на расстоянии 394 км (245 миль) от стартовой площадки и удаляется со скоростью 11 680 км/ч (7300 миль в час).
В 01:04 выключены двигатели шаттла и отстрелен внешний топливный бак.
«Индевор» выходит на орбиту с апогеем 219 км (136 миль) и перигеем 58 км (36 миль), наклонение орбиты 51,6°. После коррекции, которая была проведена через полчаса после старта, параметры орбиты составляют: апогей 229 км (142 мили), перигей 195 км (121 миля).
В 02:28 открыт грузовой отсек шаттла. В 02:36 раскрыта антенна Ku диапазона.

### Второй день полёта
15:55 15 ноября — 06:25 16 ноября
Астронавты проводят стандартное обследование теплозащитного покрытия шаттла с помощью лазерного сканера и высокоразрешающей камеры, установленных на удлинителе робота-манипулятора. Манипулятором управляют Эрик Боу, Доналд Петтит и Роберт Кимбро.
В 18:45 удлинитель с укреплёнными на нём лазерным сканером и высокоразрешающей камерой подсоединён к манипулятору шаттла.
В 19:00 астронавты начинают обследование правого крыла шаттла. В 21:37 обследование теплозащитного покрытия продолжено на носу шаттла, а с 23:20 — на левом крыле.
В 01:00 обследование теплозащитного покрытия закончено.
В ходе обследования было уделено внимание участку около левой системы орбитального маневрирования, где отслоилась полоска изоляционного покрытия. Размер отслоившегося покрытия — ширина 10 см (4 дюйма), длина 30—45 см (12—18 дюймов), толщина 0,76 см (0,3 дюйма). Специалисты НАСА уточняют, что это некритичный участок. При входе в атмосферу, перед приземлением, этот участок разогревается максимально до 370°C (700°F).
Снимки, полученные во время обследования, переданы в центр управления полётом для оценки состояния покрытия специалистами НАСА.
После тестирования антенны Ku-диапазона, выясняется, что она не смогла сориентироваться на коммуникационный спутник. Предположительно, произошёл сбой в электронном блоке управления антенны. Антенна Ku-диапазона используется для голосовой связи, передачи телевизионного изображения и используется как радар во время сближения с МКС.
Астронавты тестируют системы шаттла, которые задействованы при стыковке с МКС.
Хайдемари Стефанишин-Пайпер и Стивен Боуэн перепроверяют скафандры и оборудование для выхода в открытый космос и готовят скафандры для переноски в МКС.

### Третий день полёта
14:25 16 ноября — 06:25 17 ноября
День стыковки с Международной космической станцией.
В 18:31 проведена очередная корректировка орбиты шаттла. В 18:45 астронавты включают антенну Ku-диапазона в режиме радара. Поскольку, несмотря на опасения, антенна начинает функционировать нормально, её задействуют в процессе сближения со станцией и стыковки.
Заключительная фаза сближения начинается в 19:27, после проведения последней корректировки орбиты шаттла. В 19:47 «Индевор» находится на расстоянии 12,5 км (7,8 мили) от станции, скорость сближения — 8,4 км/с (5,25 мили в секунду).
В 20:39 «Индевор» находится на расстоянии меньше чем 1,6 км (1 миля) от станции. В 20:54 «Индевор» — на расстоянии 427 м (1400 футов) от станции.

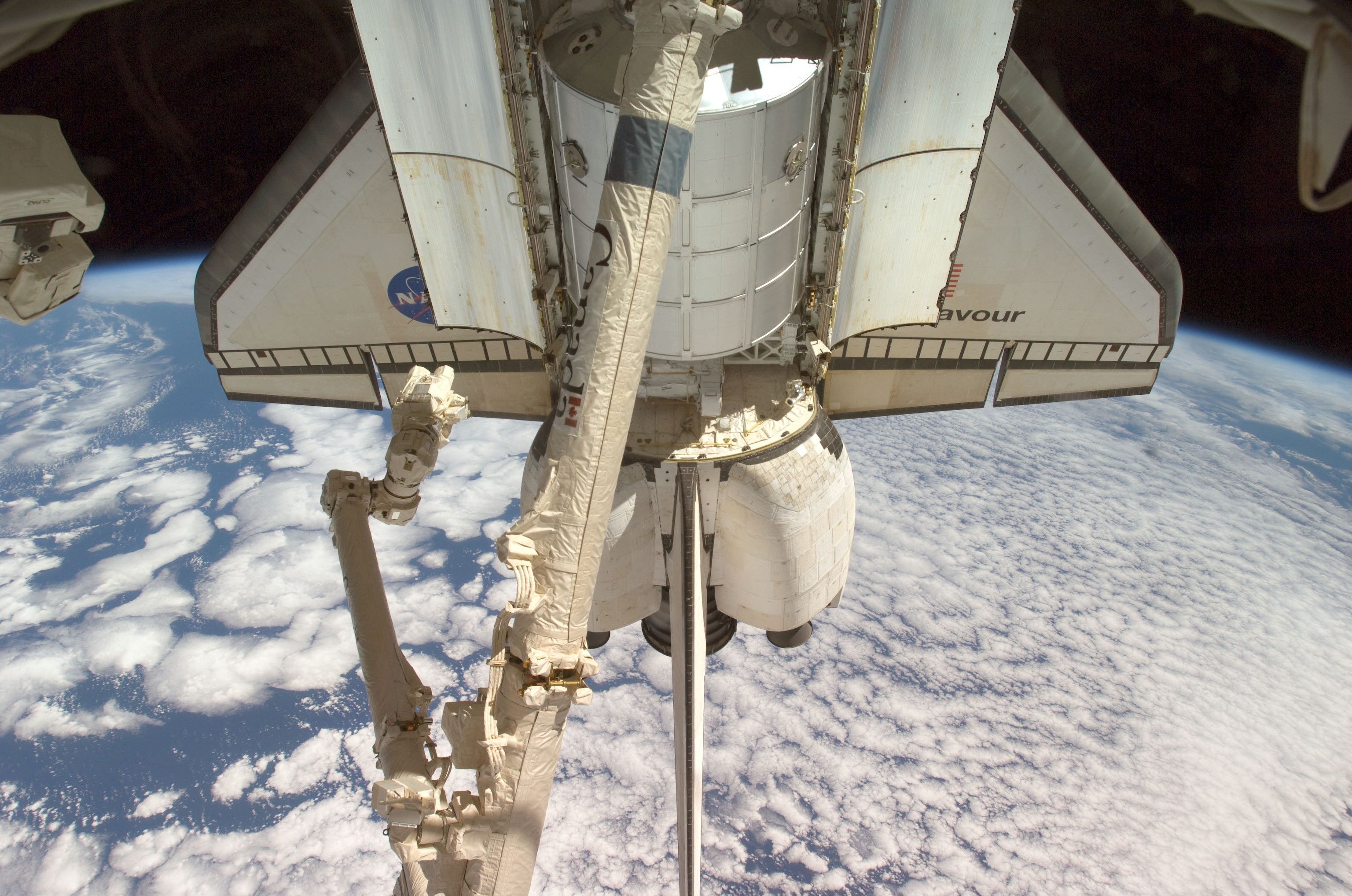
«Индевор» пристыковался к МКС

В 21:08 минут «Индевор» находится под станцией на расстоянии 183 м (600 футов) от неё. Под управлением командира корабля Кристофера Фергюсона, «Индевор» начинает стандартный переворот перед иллюминаторами модуля «Звезда». Во время переворота астронавты МКС Майкл Финк и Грегори Шамитофф проводят съёмку теплозащитного покрытия шаттла. Финк работает с 800-миллимитровым фотоаппаратом с разрешением в один дюйм. Шамитофф снимает 400-миллиметровым фотоаппаратом с разрешением в три дюйма. В общей сложности было сделано более 300 фотографий. Переворот окончен в 21:16. В 21:31 «Индевор» находится перед станцией: нос направлен в космос, корма — на Землю, раскрытый грузовой отсек, в котором расположен стыковочный узел, — на МКС. В 21:32 из центра управления полётом дано разрешение на стыковку. В 21:31 расстояние между шаттлом и станцией составляет 61 м (200 футов). В 21:49 расстояние между шаттлом и станцией составляет 30 м (100 футов), скорость сближения — 0,05 м/с (0,15 фут/с). В 21:58 расстояние между шаттлом и станцией составляет 6 м (20 футов). В 22:01 между шаттлом и станцией 1,5 м (5 футов).
В 22:01 «Индевор» пристыковался к МКС. Стыковка произошла над районом границы между Индией и Китаем.
В 00:16 открыт люк между «Индевором» и МКС. На орбите встречаются экипаж шаттла и 18-й долговременный экипаж МКС: Майкл Финк, Юрий Лончаков и Грегори Шамитофф.
После короткой церемонии встречи астронавты возобновляют работу по плану.
Индивидуальный ложемент Сандры Магнус перенесён из шаттла в «Союз ТМА-13» и установлен вместо ложемента Шамитоффа. С этого момента (02:50) Магнус считается членом экипажа станции, а Шамитофф переходит в экипаж «Индевора».
Через три часа после стыковки астронавты начинают переноску в станцию оборудования и материалов, доставленных в шаттле.
Отслоение теплоизоляции около левой системы орбитального маневрирования признано незначительным и не нуждается в дальнейшем обследовании.

### Четвёртый день полёта
14:35 17 ноября — 05:55 18 ноября
Астронавты достают из грузового отсека шаттла транспортный модуль «Леонардо» и пристыковывают его к нижнему порту (направленному на землю) модуля «Гармония».
Модуль «Леонардо» захвачен роботом-манипулятором станции в 16:37. Роботом-манипулятором управляют Доналд Петтит и Роберт Кимбро. В 17:05 начинается подъём «Леонардо» из грузового отсека шаттла. В 17:26 модуль «Леонардо» подведён к порту модуля «Гармония». В 17:50 стыковочный узел модуля «Леонардо» подведён к стыковочному узлу модуля «Гармония». В 18:04 стыковочные узлы обоих модулей плотно стянуты.
После проверки герметичности стыка в 23:43 открыт люк в модуль «Леонардо». Первым в модуль входит командир экипажа МКС Майкл Финк.
После анализа изображений теплозащитного покрытия шаттла, специалисты НАСА сообщают, что дополнительного обследования теплозащиты не требуется.
Система электропитания «Индевора» подключена к системе электропитания МКС, что обеспечивает возможность для шаттла оставаться в космосе дополнительные сутки.
Стивен Боуэн, Хайдемари Стефанишин-Пайпер и Роберт Кимбро в модуле «Квест» подготавливают скафандры и инструменты к предстоящему на следующий день выходу в открытый космос, который запланирован на 18:45.

### Пятый день полёта
13:55 18 ноября — 05:55 19 ноября
День первого выхода в открытый космос. Плановая продолжительность выхода — шесть с половиной часов. Выходящие астронавты: Хайдемари Стефанишин-Пайпер, Стивен Боуэн. Для Стефанишин-Пайпер это третий выход, для Боуэна — первый. Цель выхода — переноска вышедшего из строя бака с аммиаком в системе охлаждения станции в грузовой отсек шаттла для возвращения его на землю, снятие крышки с внешней стенки модуля «Кибо», начало обслуживания механизма вращения солнечных батарей станции на правой ветви ферменной конструкции. Снятие четырёх крышек с внешней стенки модуля «Кибо» для подготовки модуля к установке на нём внешней платформы с экспериментальным оборудованием, которая запланирована во время полёта STS-127.
Проблемы в механизме вращения солнечных батарей на правой ветви ферменной конструкции станции появились в сентябре 2007 года. В механизме возник повышенный уровень вибрации, на внешнем кольце механизма (диаметр кольца около 10,5 футов) была потеряна смазка, от увеличившегося трения появились металлические опилки, отдача мощности от батарей уменьшилась. С тех пор солнечные батареи правой ветви использовались только частично. В задачу астронавтов входит — замена в механизме вращения одиннадцати из двенадцати подшипников, очистка механизма от металлических опилок и обновление смазки. На ферменной конструкции станции установлены два механизма вращения, один на левой стороне, между сегментами S3 и S4, второй на правой стороне между сегментами Р3 и Р4.
Роберт Кимбро координирует выход из станции. Доналд Петтит и Сандра Магнус управляют манипулятором станции, на котором закреплена Хайдемари Стефанишин-Пайпер.

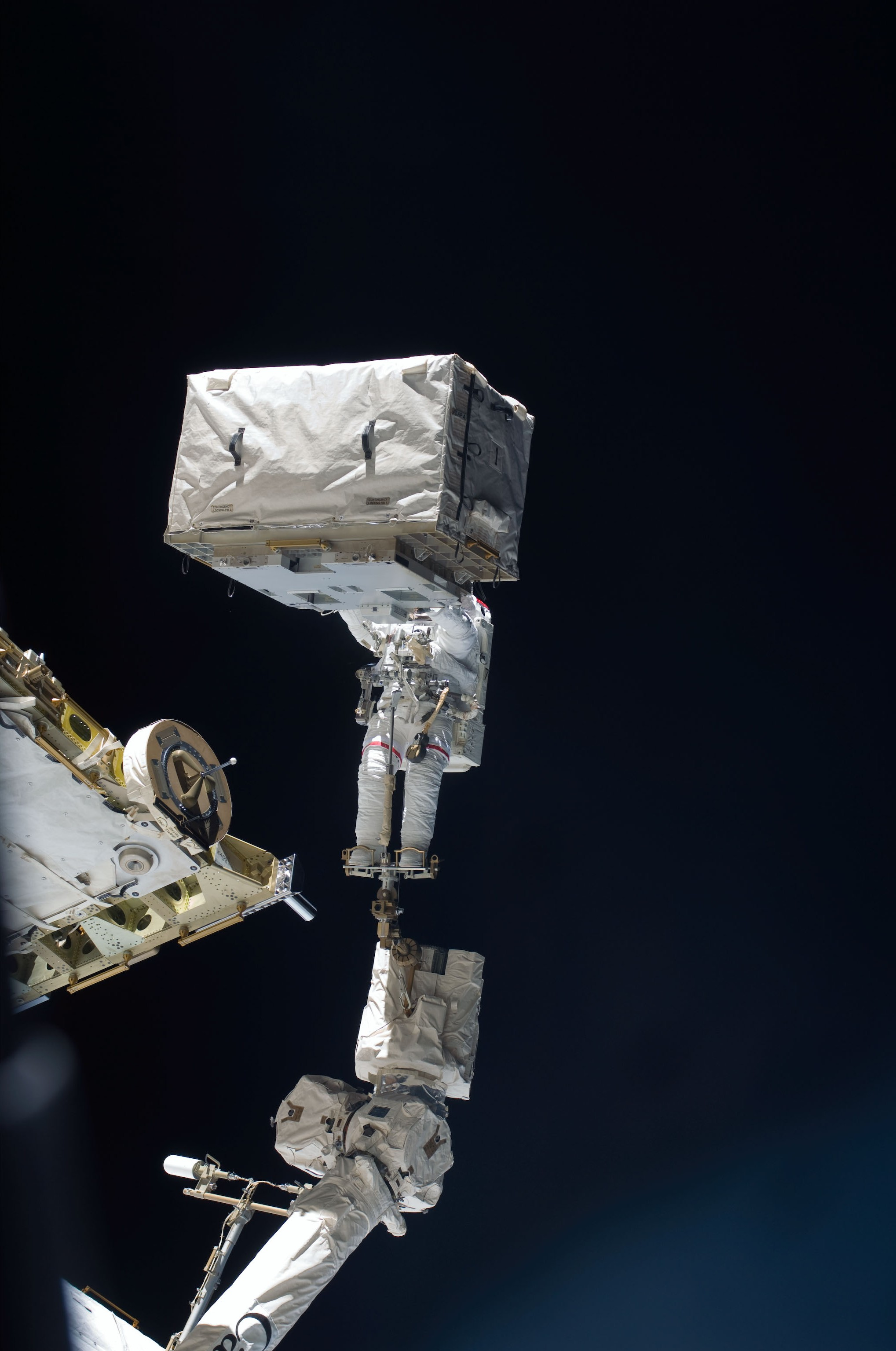
Стефанишин-Пайпер переносит бак системы охлаждения

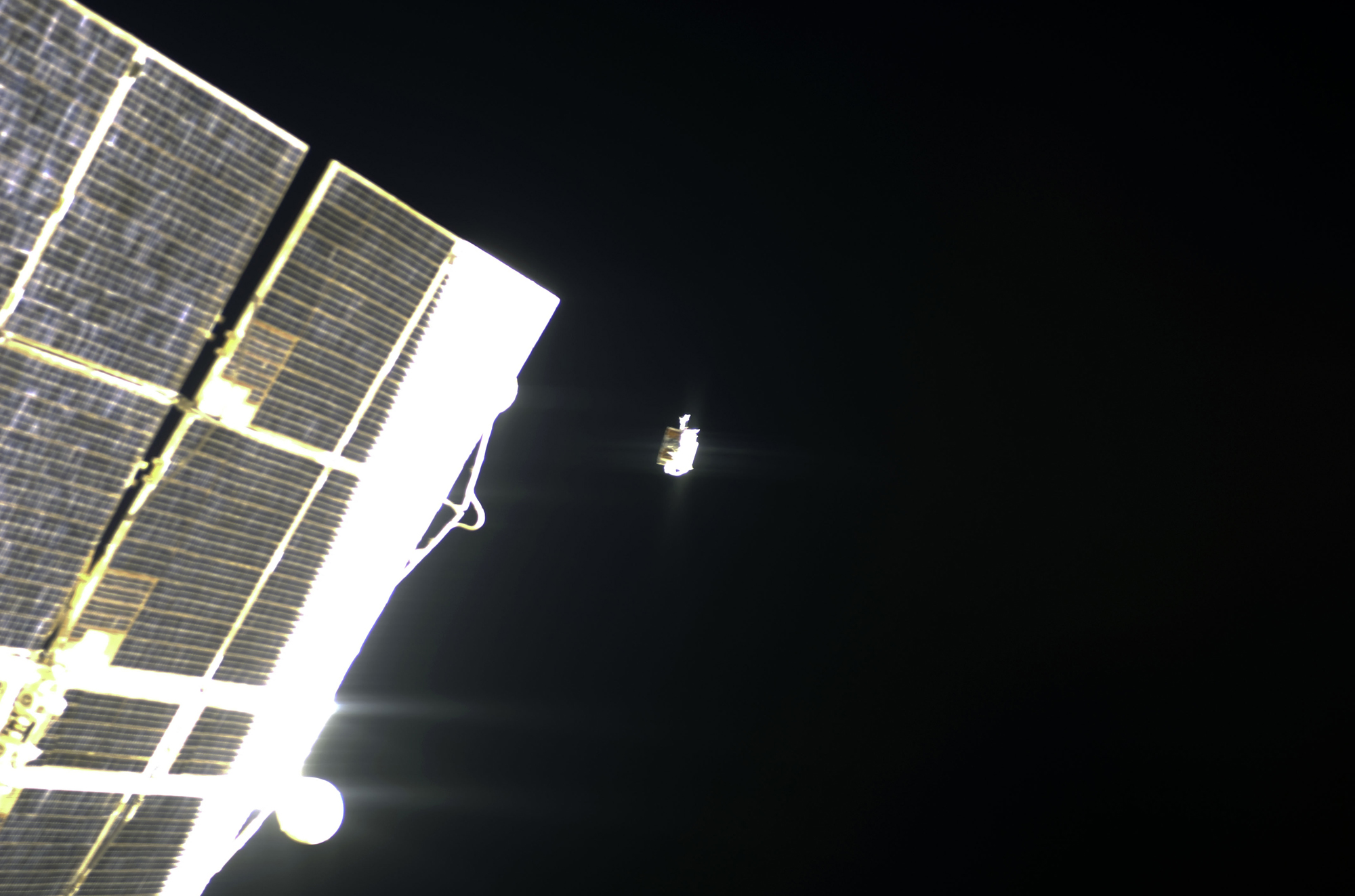
Сумка с инструментами улетает в открытый космос

В 15:55 астронавты начинают надевать скафандры. Выход начинается в 18:09 — на 36 минут раньше запланированного времени. Астронавты направляются к закреплённому на ферменной конструкции баку из системы охлаждения. Стефанишин-Пайпер, закреплённая на манипуляторе станции, берёт в руки бак и перемещается в грузовой отсек шаттла. Туда же перемещается и Боуэн, который закрепляет бак в грузовом отсеке. Переноска бака завершена в 19:27. Стефанишин-Пайпер берёт в руки запасную бухту гибкого шланга для системы охлаждения станции. Стефанишин-Пайпер перемещается к одной из складских платформ на ферменной конструкции станции. В 20:00 бухта закреплена на складской платформе. К этому моменту астронавты опережают график почти на один час. Стивен Боуэн перемещается к модулю «Кибо» и начинает снимать с него защитное покрытие в том месте, где будет закреплена внешняя экспериментальная платформа. Затем Боуэн и Стефанишин-Пайпер перемещаются к сегменту S3, чтобы начать ремонтные работы на механизме вращения солнечных батарей. В 20:30 Стефанишин-Пайпер обнаруживает, что из смазочного шприца, который находился в сумке с инструментами, вытекло значительное количество масла. С помощью тряпок она начинает собирать вытекшее масло в инструментальной сумке и по неосторожности выпускает сумку из рук, которая улетает в открытый космос. Потеря сумки с инструментами случилась в 20:42. В дальнейшем астронавтам приходится пользоваться инструментами из сумки Боуэна. Астронавты снимают крышки с механизма вращения. Стефанишин-Пайпер и Боуэн размонтируют подшипники, очищают и смазывают поверхности скольжения и устанавливают новые подшипники. В 00:20 астронавты заканчивают первую часть работы на механизме вращения. Эти работы будут продолжены во время последующих выходов в открытый космос. В 00:50 астронавты возвращаются в шлюзовой модуль. В 00:57 люк шлюзового модуля закрыт.

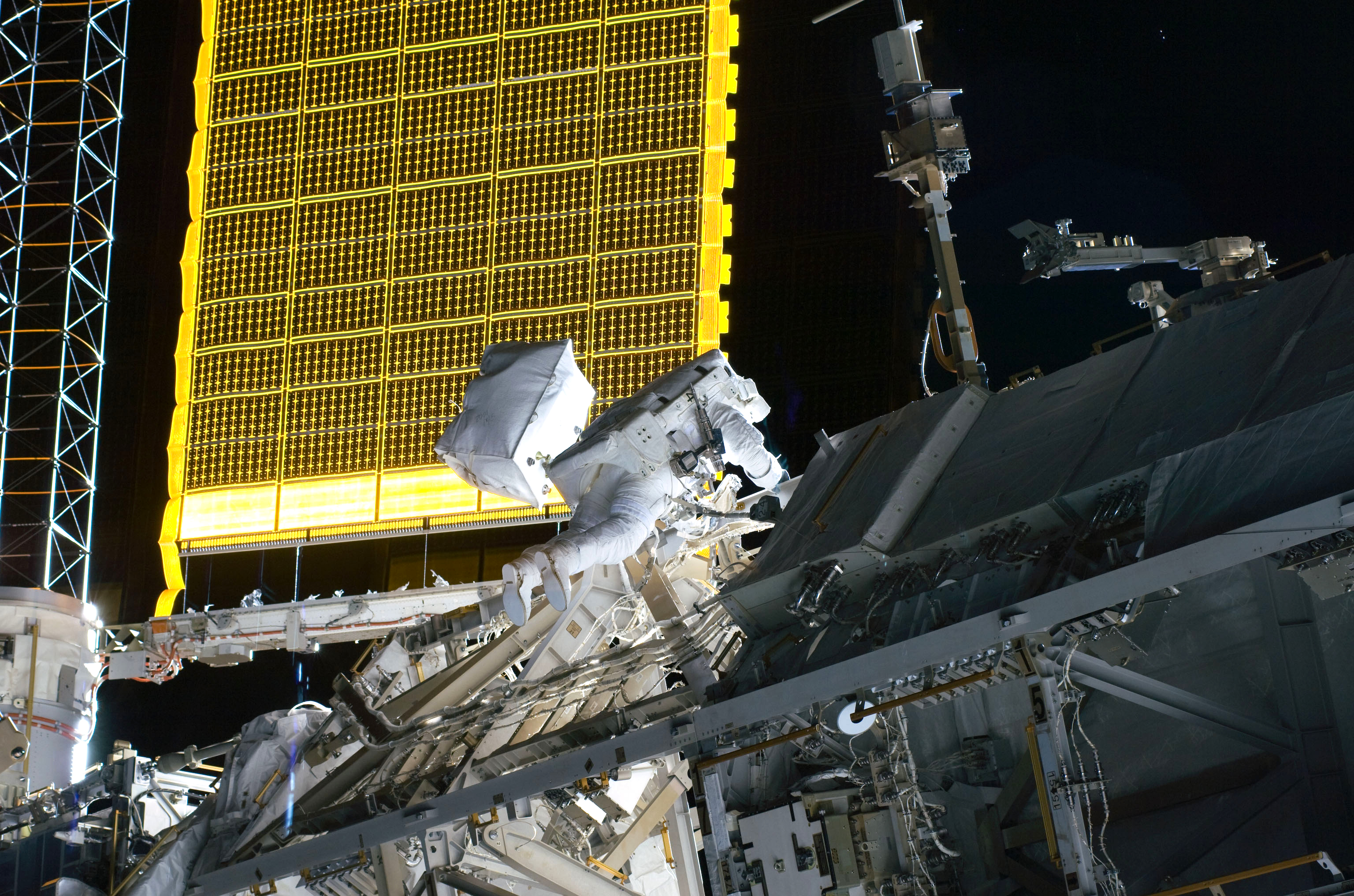
Стивен Боуэн в открытом космосе

Выход закончился в 01:01 19 ноября. Продолжительность выхода составила 6 часов 52 минуты.
Это был 115-й выход в открытый космос, связанный с МКС.
Через час после окончания выхода потерянная сумка с инструментами, вес которой составлял около 13 кг (30 фунтов), находится на расстоянии 4 км (2,5 мили) от станции и 200 м (650 футов) ниже станции. Опасности столкновения с сумкой нет.
В этот день астронавты переносят доставленное оборудование и материалы из модуля «Леонардо» в станцию. Перенесены две стойки весом 770 кг (1700 фунтов), в которых смонтирована система регенерации воды, а также одна из двух кабин для экипажа МКС и туалет. Астронавты начинают монтаж системы регенерации воды в модуле «Дестини».
После анализа изображений теплозащитного покрытия, специалисты НАСА приходят к выводу, что повреждений, представляющих опасность для шаттла, нет. Никаких дополнительных обследований теплозащиты не планируется. «Индевор» будет приземляться «как есть».

### Шестой день полёта
13:55 19 ноября — 05:55 20 ноября

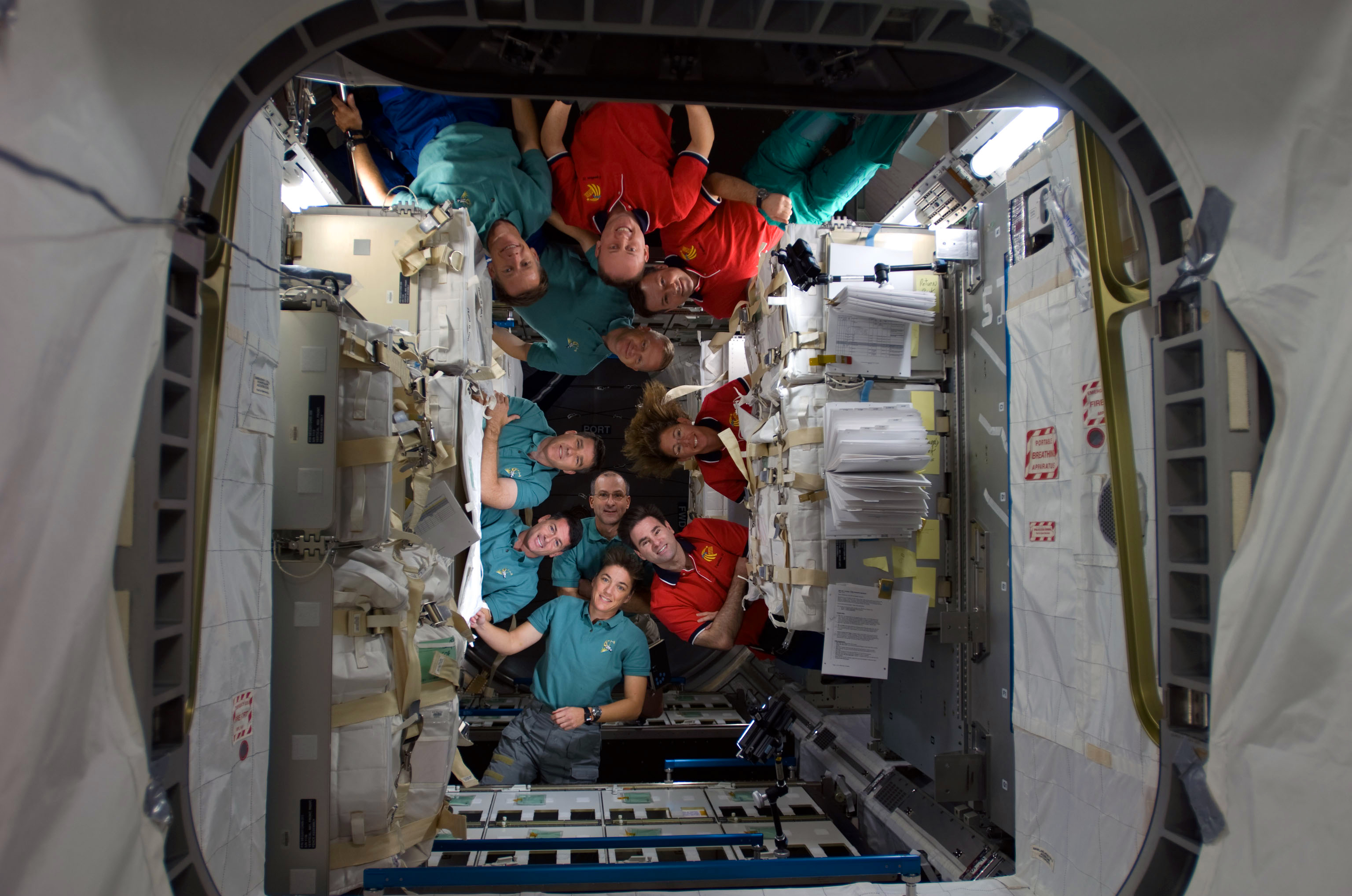
Совместный экипаж «Индевора» и МКС

Астронавты переносят материалы и оборудование из шаттла и модуля «Леонардо» в станцию. В станции установлены две кабины для астронавтов экипажа МКС. Доналд Петтит и Майкл Финк начинают устанавливать систему регенерации воды в модуле «Дестини».
Хайдемари Стефанишин-Пайпер и Роберт Кимбро готовятся к предстоящему на следующий день выходу в открытый космос, который запланирован на 18:45.
С 20:50 в течение 220 минут состоялась телеконференция Стефанишин-Пайпер и Боуэн с корреспондентами Ассошиэйтед Пресс и телевизионных каналов KSMP-TV из Миннеаполиса и WCVB-TV из Бостона. Стефанишин-Пайпер выразила сожаление, что потеряла инструментальную сумку стоимостью 100 000 долларов. Стивен Боуэн взял часть вины на себя, так как он не проконтролировал страховочный фал, которым должна была быть привязана сумка.

### Седьмой день полёта
13:55 20 ноября — 05:55 21 ноября
Астронавты отмечают десятилетний юбилей начала сборки Международной космической станции. 20 ноября 1998 года был выведен на орбиту модуль «Заря» — первый модуль, с которого началась сборка Международной космической станции.
День второго выхода в открытый космос. Плановая продолжительность выхода — шесть с половиной часов. Выходящие астронавты: Хайдемари Стефанишин-Пайпер, Роберт Кимбро. Для Стефанишин-Пайпер это четвёртый выход, для Кимбро — первый. Цель выхода — перемещение на другие позиции двух тележек, предназначенных для передвижения экипажа и оборудования вдоль ферменной конструкции, подготовка места для установки внешней складской платформы (External Stowage Platform 3), обслуживание механизма захвата робота-манипулятора станции, продолжение обслуживания механизма вращения солнечных батарей станции.
Стивен Боуэн координирует выход из станции. Доналд Петтит и Сандра Магнус управляют манипулятором станции.
В 15:55 астронавты надевают скафандры. Выход начинается в 17:58 — на 47 минут раньше запланированного времени.

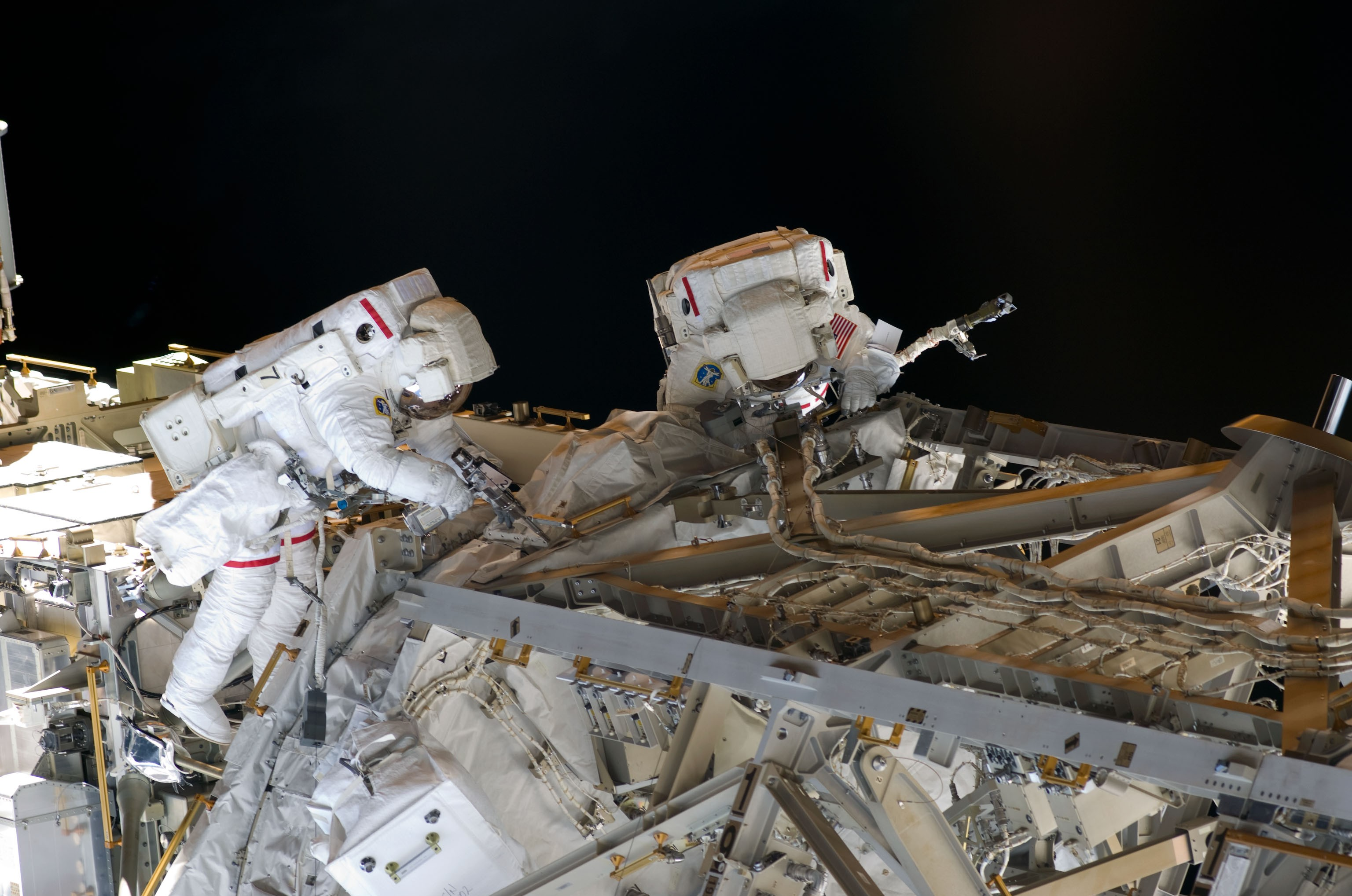
Стефанишин-Пайпер и Кимбро в открытом космосе

Астронавты направляются на правую ветвь ферменной конструкции. В 18:40 Кимбро, закреплённый на манипуляторе станции, берёт в руки одну из тележек и переносится на левую ветвь ферменной конструкции. В 19:10 первая тележка установлена. Астронавты отправляются в обратный путь за второй тележкой. В 19 часов 45 минут установлена вторая тележка. Тележки будут использоваться во время полёта «Дискавери» STS-119 для установки сегмента S6 с последним комплектом солнечных батарей МКС. В 20:15 Стефанишин-Пайпер перемещается к сегменту S3 и продолжает обслуживание механизма вращения солнечных батарей. Кимбро начинает обслуживание механизма захвата робота-манипулятора станции. В 21:23 Кимбро заканчивает работу с манипулятором и присоединяется к Стефанишин-Пайпер. Астронавты очищают поверхности скольжения от металлических опилок, наносят свежую смазку и заменяют подшипники. В 23:55 астронавты заканчивают работу. В скафандре Кимбро повысился уровень оксида углерода, поэтому он раньше отправляется в модуль «Квест». Во время передвижения Кимбро теряет радиосвязь. В 00:28 (21 ноября) астронавты возвращаются в шлюзовой модуль.
Выход заканчивается в 00:43. Продолжительность выхода составила 6 часов 45 минут. Это был 116-й выход в открытый космос, связанный с МКС.
Астронавты продолжают переноску доставленного оборудования и материалов из «Индевора» в станцию. Закончен монтаж системы регенерации воды в модуле «Дестини», и астронавты начинают тестирование системы.
В 17:10 с помощью двигателей «Индевора» поднята орбита станции.

### Восьмой день полёта
14:05 21 ноября — 05:55 22 ноября
В качестве сигнала для пробуждения на «Индевор» была передана украинская народная песня «Распрягайте хлопцы коней», которая предназначалась для Хайдемари Стефанишин-Пайпер, отец которой — украинец.
В этот день у астронавтов запланировано время для отдыха.
Продолжается переноска доставленного оборудования из модуля «Леонардо» в станцию и оборудование, которое подлежит возвращению на землю, в обратном направлении. Астронавты продолжают попытки запустить вновь установленную систему регенерации воды.
Хайдемари Стефанишин-Пайпер и Стивен Боуэн подготавливают инструменты и просматривают задания к предстоящему на следующий день третьему выходу в открытый космос.
В 17:10 с помощью двигателей шаттла отбита станции поднята на 1,8 км.
В 20:05 началась совместная пресс-конференция экипажей «Индевора» и МКС.

### Девятый день полёта
13:55 22 ноября — 05:55 23 ноября
День третьего выхода в открытый космос. Плановая продолжительность выхода — шесть с половиной часов. Выходящие астронавты: Хайдемари Стефанишин-Пайпер, Стивен Боуэн. Для Стефанишин-Пайпер это пятый выход, для Боуэна — второй. Цель выхода — продолжение обслуживания механизма вращения солнечных батарей станции.
Роберт Кимбро координирует выход из станции.
В 17:15 астронавты надевают скафандры. В 17:32 начинается откачка воздуха из шлюзовой камеры. Выход происходит в 18:01 — на 44 минуты раньше запланированного времени.
После выхода из шлюзового модуля «Квест» астронавты направляются на левую ветвь ферменной конструкции станции, к сегменту S3. В 18:28 астронавты перемещаются к месту работы. Астронавты очищают поверхности скольжения от металлических опилок, наносят свежую смазку и заменяют подшипники.
К 19:15 Стефанишин-Пайпер заменила один подшипник. Обоим астронавтам предстоит заменить ещё пять. К 22:15 заменены три подшипника. К 23:52 заменены пять из шести подшипников. Времени для замены последнего запланированного подшипника не остаётся.
В общей сложности Стефанишин-Пайпер заменила 3 подшипника и Боуэн — два. В течение трёх выходов были заменены 10 подшипников, один был заменён ранее, во время полёта «Дискавери» STS-124. Последний, двенадцатый подшипник, будет заменён во время четвёртого выхода в открытый космос. Астронавты собирают инструменты и направляются к шлюзовому модулю. В 00:40 астронавты возвращаются в модуль «Квест».

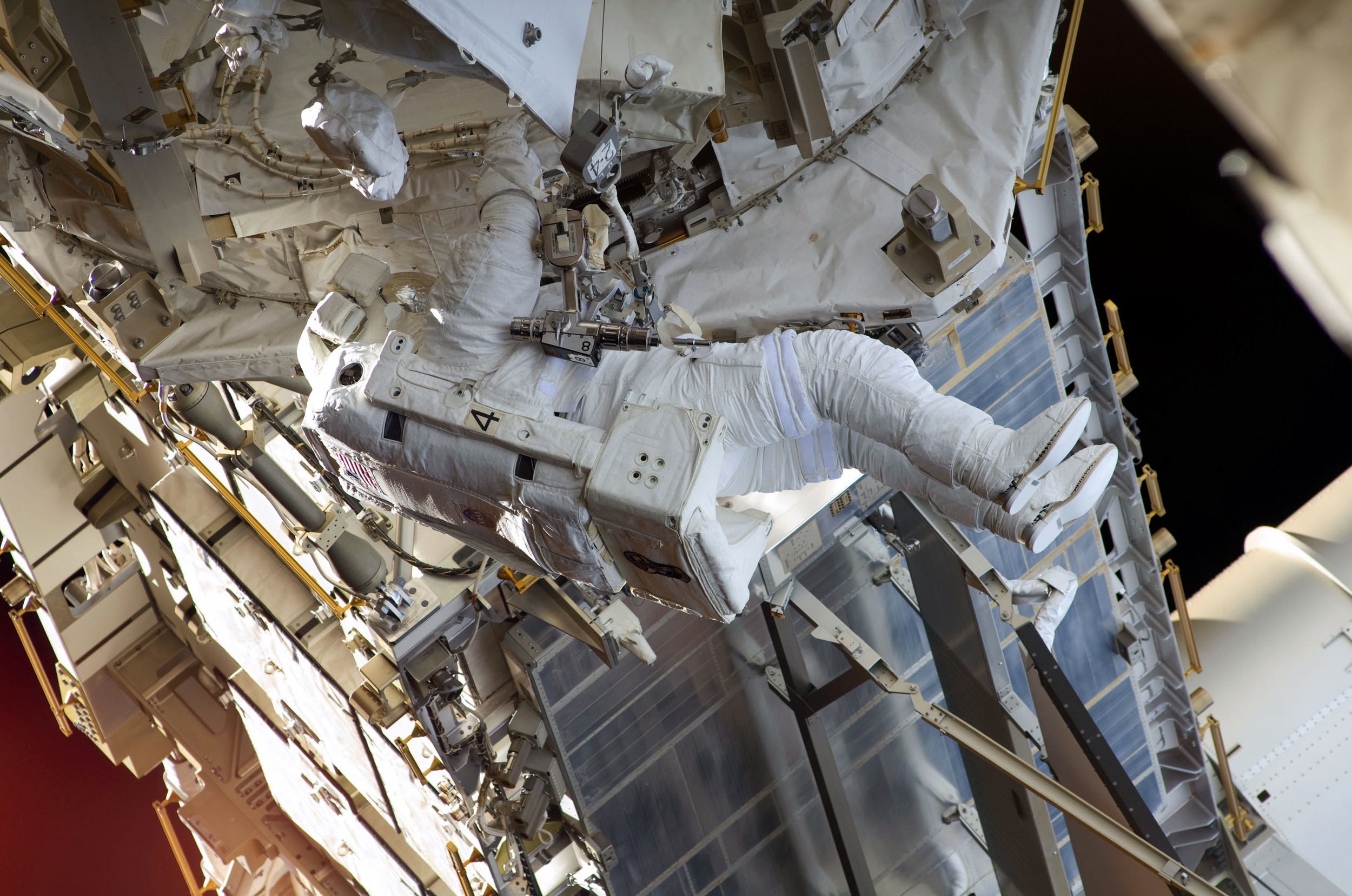
Стивен Боуэн в открытом космосе

Выход заканчивается в 00:58 23 ноября. Продолжительность выхода составила 6 часов 57 минут. Суммарное время трёх выходов составило 20 часов 34 минуты. Суммарное время пяти выходов в открытый космос Стефанишин-Пайпер составило 33 часа 42 минуты. Суммарное время двух выходов в открытый космос Боуэна составило 13 часов 49 минут. Это был 117-й выход в открытый космос, связанный с МКС.
Внутри станции астронавты «Индевора» и МКС продолжают переносить оборудование из модуля «Леонардо» в станцию и в обратном направлении. Астронавты вместе со специалистами НАСА в центре управления полётом продолжают попытки запустить вновь установленную систему регенерации воды, которая работает нестабильно. Перед астронавтами стоят задачи — запустить систему, собрать образцы очищенной воды и забрать их с собой на землю для анализа.

### Десятый день полёта
13:55 23 ноября — 05:55 24 ноября
Командир экипажа МКС Майкл Финк и Доналд Петтит работают с установкой регенерации воды. Они удаляют прокладки, демпфирующие вибрацию центрифуги. После включения установки проработала два часа без сбоев.
За время коротких периодов работы установки, астронавтам удаётся собрать необходимое количество очищенной воды для детального химического анализа на Земле.
Члены экипажей шаттла и станции продолжают переноску оборудования и материалов из шаттла в станцию и готовятся к предстоящему на следующий день четвёртому, и последнему, выходу в открытый космос. К концу дня перенесено 76 % оборудования, доставленного на станцию.
После 17:00 астронавты имели четыре часа свободного времени.
В 21:05 Фергюсон, Боу, Финк и Магнус отвечают на вопросы корреспондентов телевизионных каналов ABC News, CBS News и NBC News.
Стивен Боуэн и Роберт Кимбро подготавливают инструменты и просматривают задания к предстоящему на следующий день четвёртому выходу в открытый космос.

### Одиннадцатый день полёта
13:55 24 ноября — 05:55 25 ноября
День четвёртого выхода в открытый космос. Плановая продолжительность выхода — шесть с половиной часов. Выходящие астронавты: Стивен Боуэн и Роберт Кимбро. Для Боуэна это третий выход, для Кимбро — второй. Цель выхода — установка защитной крышки на модуле «Кибо», завершение замены подшипников на правой ветви ферменной конструкции и обслуживания механизма вращения солнечных батарей станции на левой ветви, установка поручней, установка антенны GPS на модуле «Кибо», установка видеокамеры. Защитная крышка на модуле «Кибо» на месте, где будет закреплена внешняя экспериментальная платформа, была снята во время первого выхода в открытый космос. После этого астронавты протестировали изнутри станции механизмы крепления внешней экспериментальной платформы. В ходе тестирования выясняется, что один из механизмов функционирует небезошибочно. Стивен Боуен должен был прояснить ситуацию во время выхода.

## Статистические данные
Экспедиция STS-126 стала:
- 124-м полётом шаттла, начиная с STS-1,
- 99-м пилотируемым полётом после гибели шаттла «Челенджер» (STS-51-L),
- 13-м пилотируемым полётом после гибели шаттла «Колумбия» (STS-107),
- 22-м полётом орбитального модуля «Индевор»,
- 27-м полётом шаттла к МКС.